# Schuldanerkennung
Schuldanerkennung ist die Bestätigung des Schuldners, dass eine Forderung gegen ihn zu Recht besteht. Im schweizerischen Betreibungsrecht ermöglicht das Vorliegen einer Schuldanerkennung, dass der Gläubiger im Rechtsöffnungsverfahren nicht den ordentlichen Prozessweg beschreiten muss, sondern sog. provisorische Rechtsöffnung erteilt bekommen kann.
Als Schuldanerkennung gilt nicht nur ein abstraktes Schuldversprechen, sondern etwa auch ein Konkursverlustschein, sofern der Gemeinschuldner die Schuld im Konkursverfahren (Art. 244 SchKG) anerkannt hat.